# Distrito de Llochegua
El distrito de Llochegua es uno de los doce que conforman la provincia de Huanta, ubicada en el departamento de Ayacucho, en el Sur del Perú. Forma parte de la vasta región del valle de los ríos Apurímac, Ene y Mantaro (Vraem). Su creación se remonta al año 2000 con su desmembramiento del distrito de Sivia. Su capital es la localidad de Llochegua.

## Historia
La formación de los primeros asentamientos humanos conformados por colonos provenientes de los Andes de la región, se remonta a la década 50, 60 y 70. Pero es en el periodo de la Reforma Agraria emprendida por el Gobierno Central donde la colonización gana terreno y consolida su presencia.
Llochegua ha sido parte de los procesos de colonización emprendida por la Misión Franciscana de Sivia. Dicho proceso se ha enfrentado a las adversidades de la naturaleza (enfermedades tropicales), carencias propias de una sociedad incipiente (falta de vías de comunicación y servicios públicos) y hostilidades de las tribus nativas.
Frente a las adversidades y altos niveles de pobreza, con aporte visionario de los propios colonos, se conformaba la Cooperativa Agraria Cafetalera "El Quinacho", con sede en Sivia. A ello se unieron muchos socios con la esperanza de comercializar sus productos y mejorar su calidad de vida. Dicha cooperativa alcanzó su mayor auge en la década del 70 e inicios de los 80.
En el año 1998, mediante decisión política de la alcaldía de Sivia, se construye la primera trocha carrozable que parte de Sivia, pasando por Quimpitiriqui, Sevite, Nueva Esperanza, Llochegua, llegando hasta Gloria Amargura. Dicho proceso ha sido oportuno para aliviar las vicisitudes propias de la violencia sociopolítica vivida (retorno de los desplazados) y también para contrarrestar   la moniliasis que había devastado los cultivos de cacao. En el mismo año se inicia con la construcción del Puente Tacora, siendo posible con la participación de las comunidades beneficiarias.
El distrito de Llochegua fue creado el 14 de septiembre de 2000, mediante ley N° 27346, en el gobierno de Alberto Fujimori, por desmembramiento del Distrito de Sivia.

## Capital
La capital de distrito de Llochegua es el centro poblado de Llochegua con una población de 2 570 habitantes, el cual esta de 30-40 minutos de la ciudad de Sivia manteniendo un importante flujo comercial con esta ciudad.

## Autoridades

### Municipales
- 2019 - 2022[2]

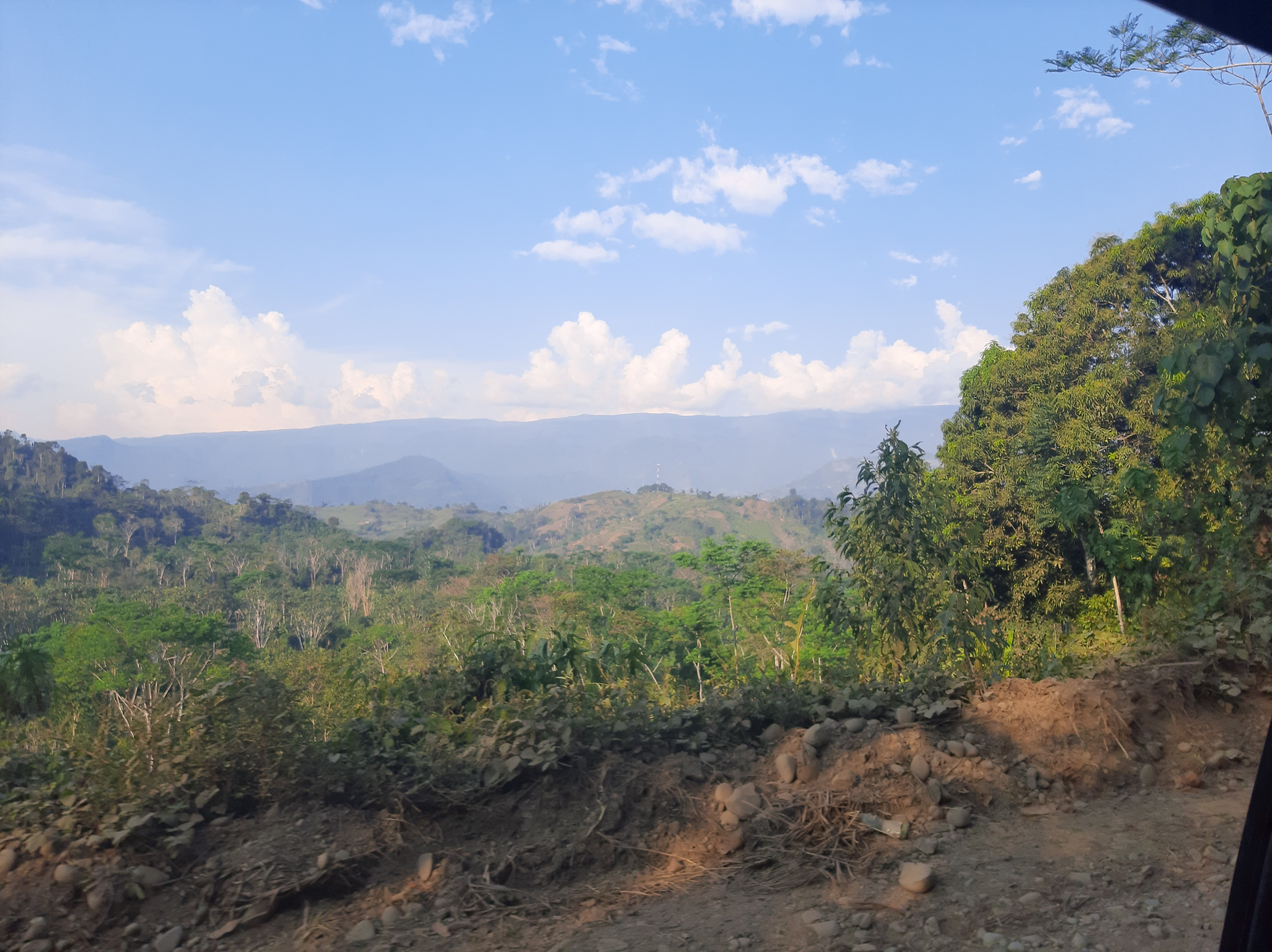
Vista al valle del VRAEM, Distrito de Llochegua, Perú

  - Alcalde: Adrián Gozme La Fuente, de Musuq Ñan.
  - Regidores:

  1. Hipólito Ávila Fernández (Musuq Ñan)
  2. Luis Tineo Guillen (Musuq Ñan)
  3. Yesenia Zárate Condori (Musuq Ñan)
  4. Alejandro Gonzáles Arenas (Musuq Ñan)
  5. Gedeón Pérez Pérez (Movimiento Regional Gana Ayacucho)

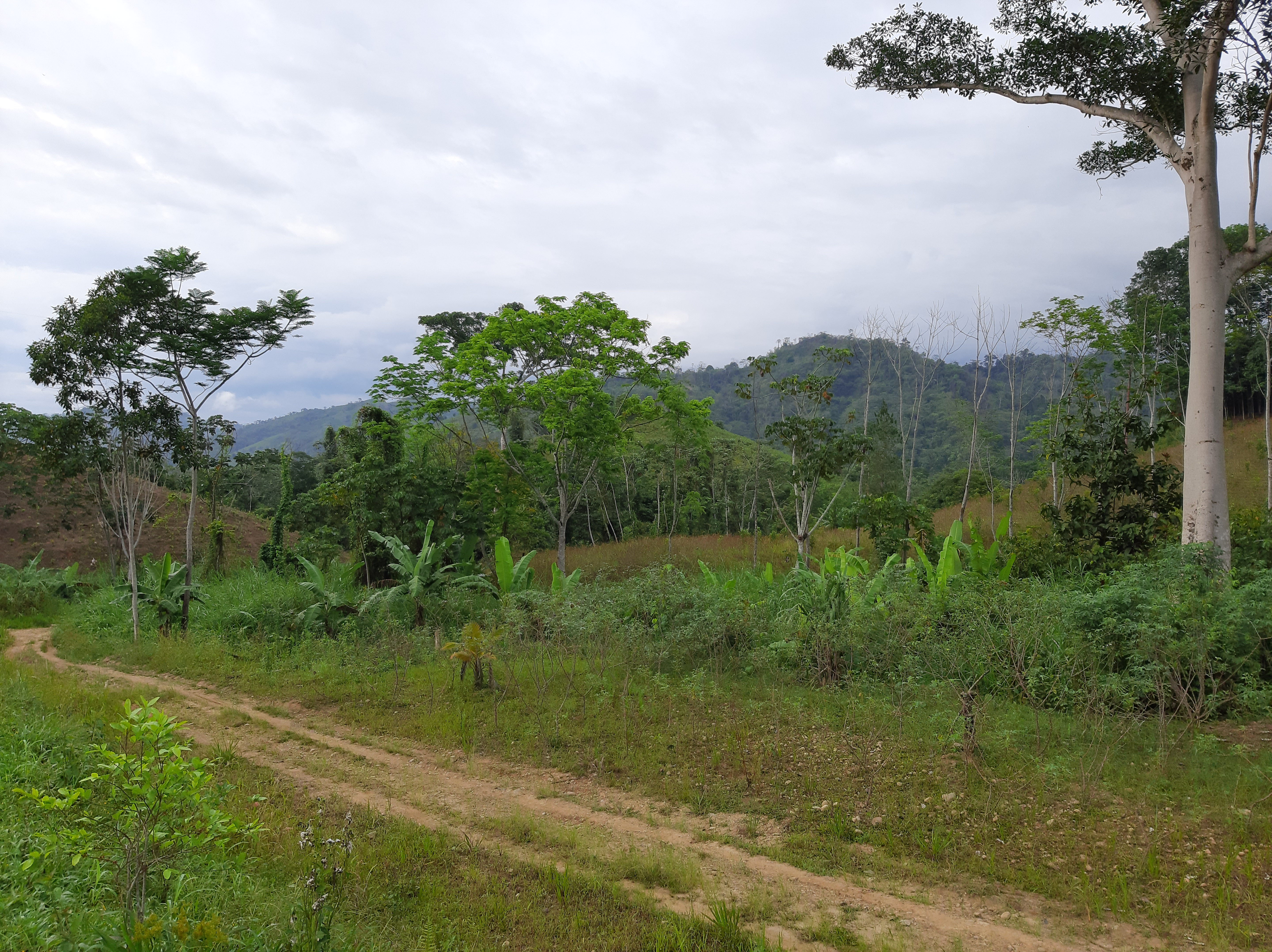
Camino rural al distrito de Llochegua, Perú

## Accesibilidad
En sus inicios, el acceso a la zona era principalmente por vía pluvial, surcando el Río Apurímac desde los puertos de Sivia y Ccatunrumi, con botes con motores fuera de borda.
Actualmente, el principal medio de acceso es la carretera que une con Sivia, cuyo recorrido dura unos 40 minutos en camioneta.
También se puede acceder desde el lado de Pichari, primero por carretera y luego cruzando el Río Apurímac en bote. 